# Dexiosoma partita
Dexiosoma partita là một loài ruồi trong họ Tachinidae.